# Ángela de Mérici
Ángela de Mérici (Desenzano del Garda, 21 de marzo de 1474 - Brescia, 27 de enero de 1540) fue una religiosa italiana, fundadora de las Ursulinas, la primera congregación religiosa femenina enteramente entregada a la educación de las niñas y jóvenes. Es venerada por la Iglesia católica como santa.

## Biografía
Ángela creció en su casa. Sus padres tenían una granja donde vivían modestamente como agricultores. Por las noches, su padre, Giovanni Mérici, le contaba historias sobre diversos santos, entre ellos, la historia de Santa Úrsula, la cual la inspiraba a seguir su fe.
En el año 1484 a la edad de 10 años perdió a sus padres y a una de sus hermanas. En ese momento sus tíos, la familia Biancosi, la acogieron en su casa a ella y a uno de sus hermanos. Para Ángela es un cambio de vida, ya que se trataba de una familia burguesa.
Sus tíos deseaban casarla pronto, pero Ángela ya tenía clara su vocación religiosa, y prefería pasar su tiempo en oración con una vida simple, más que disfrutar de una vida más mundana. De este modo, regresó por un tiempo a la granja familiar.
Se cuenta que cierto día, tuvo la visión de una escalera que subía hacia el cielo, con jóvenes muchachas que subían y bajaban por ella. Dios le reveló que un día ella fundaría una nueva familia religiosa que atraería a las mujeres a fin de cumplir una misión en la Iglesia.
Deseando consagrarse a la vida religiosa, pidió entrar a la Tercera Orden de San Francisco de Asís. 
En 1516, sus superiores franciscanos la envían a Brescia con una misión: la señora Catarina Patengola había perdido a su esposo e hijos en la guerra y se encontraba inconsolable. Ángela permanece durante dos años en casa de Catarina ayudándola a salir de su abatimiento; cuando termina ese tiempo decide quedarse en Brescia, por lo que acepta la hospitalidad de un cierto Antonio Romano, viviendo allí por 14 años.
En 1524, parte a Jerusalén con varios peregrinos. Durante la travesía, sufre de una momentánea ceguera y en Tierra Santa debe ser guiada. En el regreso, Ángela sana repentinamente.
En 1525, parte a Roma "para venerar las santas reliquias" y en una audiencia con el papa Clemente VII, éste le pide ayuda en Roma, pero ella se disculpa: "Es en Brescia donde Dios me quiere". Clemente VII la deja partir. 
Pero pasa el tiempo y Ángela cree que debe cumplir una misión: fundar una compañía de vírgenes que quieran consagrarse al Señor, sin retirarse del lugar donde vivan. Allí donde estén, vivirán una vida de oración y permanecerán atentas a las necesidades del prójimo. Ángela no dio ninguna consigna de apostolado particular a sus hijas en sus escritos. 
Ángela, que sentía una gran devoción por santa Úrsula, mártir del siglo IV muy popular en esa época, la convertirá en patrona de su obra y fundación. El 25 de noviembre de 1535, las 28 primeras jóvenes se entregan al Señor sin pronunciar votos, solamente escribiendo sus nombres en un registro: es el día de la fundación de la Compañía de Santa Úrsula.
La transformación de la Compañía en Orden religiosa después del Concilio de Trento (1545-1563), obligó a las Hijas de Santa Ángela a entrar en un claustro, y se transformaran en educadoras. Herederas de Santa Ángela, las Ursulinas se han dedicado a la tarea educativa de la juventud a través de los siglos.
Ángela falleció el 27 de enero de 1540. Fue canonizada el 27 de mayo de 1807 por el papa Pío VII.
Datos sobre Santa Angela información relevante:
Visión de la escalera: Santa Ángela tuvo una visión en la que vio una escalera que subía al cielo, con jóvenes muchachas subiendo y bajando por ella. Dios le reveló que un día ella fundaría una nueva familia religiosa que atraería a mujeres para cumplir una misión en la Iglesia
Peregrinación a Tierra Santa: A los 50 años, Santa Ángela realizó una peregrinación a Jerusalén, un viaje largo y peligroso para alguien de su edad y condición en ese tiempo. Durante el viaje, sufrió una ceguera temporal, pero se sanó repentinamente al regresar.
Reconocimiento en Brescia: Los ciudadanos de Brescia la consideraban un profeta y una santa debido a su dedicación y visión para la educación de las niñas.
Madre Ángela: En Brescia, Santa Ángela era conocida como "Madre Ángela" debido a su amor y sensibilidad por las necesidades humanas. Ella atendía tanto a ricos como a pobres, y su trabajo se basaba en una profunda comprensión del amor de Dios por todos.